# Общество друзей чернокожих

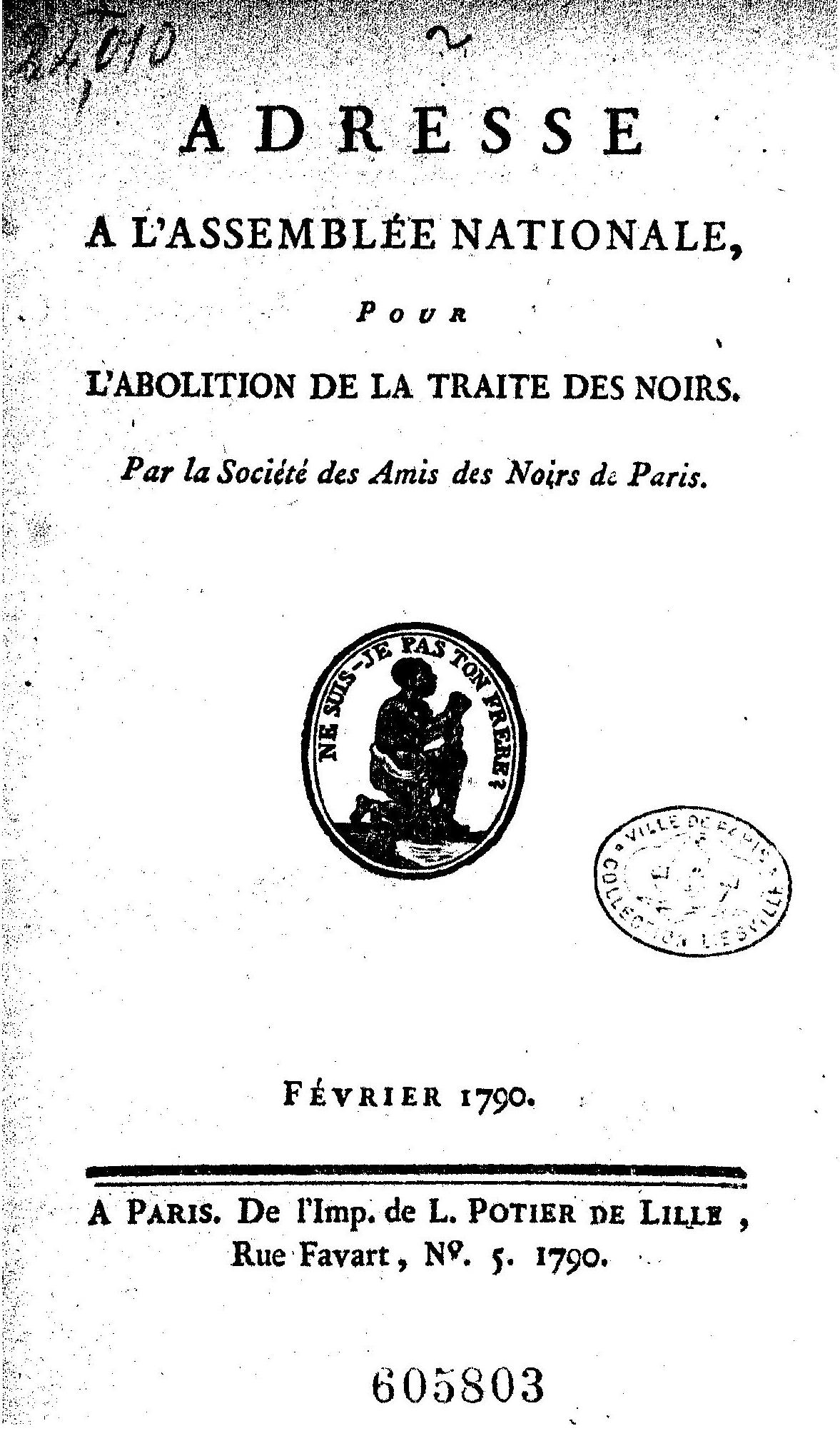
Заглавная страница обращения Общества к Национальному собранию

«Общество друзей чернокожих» (фр. Société des amis des Noirs) — парижское филантропическое общество, созданное 19 февраля 1788 года с целью достижения равенства белых и свободных цветных людей в колониях, немедленного упразднения работорговли и скорейшей отмены рабства; прежде всего для того, чтобы поддержать экономику французских колоний, а также в угоду идее, что, прежде чем получить свободу, чернокожие должны были быть к тому подготовлены, и в первую очередь образованы.
Общество было основано Жак-Пьером Бриссо и Этьеном Клавьером. Президенты избирались во время ежеквартальных выборов, в их число входили Бриссо, Клавьер, Кондорсе, Петион де Вильнёв и др.
Примером организации общества послужило созданное годом ранее в Великобритании «Общество для осуществления упразднения работорговли» (англ. Society for Effecting the Abolition of the Slave Trade, иногда по-русски именуемое «Комитетом за отмену работорговли»). Среди его основателей был Томас Кларксон (1760—1847); однажды он пригласил Жак-Пьера Бриссо на одно из собраний английского общества.
В 1789 году общество насчитывало 141 члена, включая Мирабо, Кондорсе, Лафайета, аббата Грегуара, аббата Сийеса, Луи Моннерона (фр. Louis Monneron) и Жерома Петион де Вильнёв. Ни Робеспьер, ни Олимпия де Гуж никогда в обществе не состояли. В период между 1789 и 1791 годами «Общество друзей чернокожих» публиковало статьи в рахных газетах, а также направило в Учредительное собрание коллективный адрес, напечатанный в феврале 1790 года.
Деятельность общества прерывалась в период с июля 1790 по октябрь 1797, затем возобновлялась с ноября 1797 (фример VI года) по март 1799 (жерминаль VII года). На парижском заседании от 30 фримера VII года (ноябрь 1798) «Общество друзей чернокожих» приняло новый устав и стало именоваться «Обществом друзей чернокожих и колоний» (Société des Amis des Noirs et des Colonies); оно просуществовало до марта 1799 (жерминаль VII года).